# Diætistloven
Bekendtgørelse af lov om kliniske diætister (i daglig tale blot Diætistloven) var indtil 1. januar 2007 den lov, hvori kliniske diætisters virke samt autorisations- og videreuddannelsesbestemmelser var beskrevet.
1. januar 2007 blev Diætistloven afløst af Autorisationsloven – Lov om autorisation af sundhedspersoner og om sundhedsfaglig virksomhed – hvor diætisternes virke samt autorisations- og videreuddannelsesbestemmelser beskrives i § 61.

## Eksterne kilder og henvisninger
- Bekendtgørelse af 24. april 1996 af lov om kliniske diætister (gældende indtil 1. januar 2007)
- Bekendtgørelse af 22. maj 2006 af lov om autorisation af sundhedspersoner m.m., § 61 (gældende siden 1. januar 2007) Arkiveret 5. juli 2011 hos  Wayback Machine